# Friuli Grave Riesling
Il Friuli Grave Riesling è un vino DOC la cui produzione è consentita nelle province di Pordenone e Udine.

## Caratteristiche organolettiche
- colore: paglierino più o meno intenso.
- odore: leggermente aromatico.
- sapore: secco.

## Produzione
Provincia, stagione, volume in ettolitri
- Pordenone  (1990/91)  685,7
- Pordenone  (1991/92)  871,27
- Pordenone  (1992/93)  2146,79
- Pordenone  (1993/94)  2213,74
- Pordenone  (1994/95)  2898,31
- Pordenone  (1995/96)  1919,43
- Pordenone  (1996/97)  2248,61
- Udine  (1990/91)  822,82
- Udine  (1991/92)  784,41
- Udine  (1992/93)  862,4
- Udine  (1993/94)  1085,84
- Udine  (1994/95)  1126,29
- Udine  (1995/96)  845,39
- Udine  (1996/97)  1373,89